# Ели Финци
Ели Финци (Сарајево, 28. март 1911 – Београд, 27. јануар 1980) био је српски и југословенски књижевник јеврејског поријекла. Позоришни и књижевни критичар, есејист и преводилац. Покретач часописа Бразда (1936) у Сарајеву; у Београду уредник листа Борба (1945) и часописа Књижевност (1948–67), директор Југословенског драмског позоришта (1947–49; 1966–67) и издавачке куће »Нолит« (1953). Написао вриједне есеје о књижевности и умјетности, а најважнији му је дио опуса посвећен позоришту. Дјела: Дени Дидро (1946), Два лика (1949), Више и мање од живота (I–V, 1955–77).

## Биографија
Рођен 1911. у познатој сефардској породици у Сарајеву. Класичну гимназију учио је у родном граду (1921-1929) где је приступио напредном омладинском покрету. Један је од оснивача напредног културног удружења "Колегијум артистикум". У периоду од 1928. до 1934. године сарађивао у "Јеврејском гласу" у којем је писао о јеврејским писцима у књижевности Босне и Херцеговине. У том периоду радио је као професионални новинар у "Вечерњој пошти", "Југословенском листу" и био је дописник "Правде" из Сарајева. Књижевне и позоришне критике објављивао у листовима: "Записи", "Живот и рад", "Литерарна штампа", "Преглед", "Књижевна Крајина", "Снага", "Југословенска пошта", "Ваљци", "Литература", "Уметност и критика","Књижевна ковачница", "Наша стварност" и другим. Године 1935.у Сарајеву је покренуо и уређивао напредни часопис "Бразда" (1935/1936) у којем је своје идеолошке радове често потписивао псеудонимом Флоријан Вид и који је полиција забранила после четвртог броја због револуционарног садржаја. Био је и уредник у издавачким предузећима Геце Кона и "Космос" (1934-1941).
Учествовао је у народноослободилачком рату (1941-1945). Kао предратни члан Комунистичке партије Југославије морао је љети 1941. побјећи из Сарајева у Сплит. У Сплиту је радио по задацима Агитпропа. Предавао је на састанцима партијских организација и по одлуци Партије одржавао везу с Добросавом Јевђевићем. У прољеће 1942. Финци је ухапшен, па након пуштања из затвора у јуну исте године одлази у партизане. Потом на Динари и у Ливну ради у Агитпропу ПК. Био је први уредник листа "Наш гласник" који је излазио у оквиру ОК Средња Далмација. У октобру 1942. долази за руководиоца Агитпропа ОК Средње Далмације, а по његову расформирању у фебруару 1943. враћа се у Агитпроп ПК. У IV. офанзиви налази се у IX. далматинској дивизији. Са II. далматинском бригадом, у њезину политичком одјелу, прелази Дрину, Санџак и Црну Гору. Из II. далматинске одлази у XXIX. херцеговачку дивизију. У селу Уништу под Динаром у августу 1942. основана је културно-просвјетна група штаба IV оперативне зоне. Руководиоци су били Ели Финци и Анте Весановић. Послије се екипи прикључио Браслав Борозан, па Силвије Бомбарделли и Мира Јањанин.
Члан је ратне редакције "Ослобођења" од 1943. године. После рата је најпре био уредник "Борбе" (1945), па директор Државног издавачког завода Југославије (1945-1946), директор "Југословенске књиге" (1946-1948), управник Југословенског драмског позоришта (1947-1949), директор "Нолита" (1953), стални позоришни критичар "Политике" (1952-1965) и поново управник Југословенског драмског позоришта у Београду (1966-1967). Члан Удружења књижевника Југославије постао је 1945. Био је главни уредник часописа "Наша књижевност" / "Књижевност" (1948-1967). Позоришне и књижевне критике објављивао је у великом броју часописа и листова: "Записи" (1929-1930), "Живот и рад" (1930-1931), "Литературна штампа" (1930), "Преглед" (1930-1937), "Југословенски лист" (1935), "Бразда" (1936, чији је био покретач и уредник), "Наша стварност" (1937), "Задружна застава" (1939), а после Другог светског рата: "Борба" (1945-1950), "Наша књижевност" (1946), "Књижевност" (1948-1960), "Политика" (1953-1975), "Књижевне новине" (1961), "Дело" (1961), "НИН" (1962, 1968), "Позоришни живот" (1964), "Вјесник" (1965), "Сцена" (1970-1978), "Позориште" (1971), "Одјек" (1974-1976), "Књижевна критика" (1975), "Комунист" (1975)...
Током своје критичарске активности, а нарочито кад је био стални позоришни рецензент "Политике", Финци је био најцењенији и најчешће оспоравани представник наше позоришне критике. Проницљиви опсерватор завидне снаге, логичан, одговоран, недвосмислен и строг у оцени, многе појаве у нашој драмској литератури и позоришту поставио је на право место. Његове критике, у основи марксистичке, почивале су на основном ставу да се естетика позоришта не може издвојити из друштвеног живота у којем су и писци, и редитељи, и глумци, и публика, без резерве ангажовани. Редитељима је Финци постављао високе захтеве, полазећи од постулата литерарног позоришта. У основи тог става је његово уверење да редитељ мора да има осећање за књижевну вредност и поуздан укус. Чак и у "најзначајнијим сценским бравурама" дужан је да своју сценску машту потчини мисаоној и емоционалној структури дела. Легендарно строг у оцени глумачких промашаја, Финци је умео да нађе зналачке речи дивљења за врхунска глумачка остварења и срдачну реч добродошлице за младе у чији је таленат веровао. Од глумаца је захтевао налажење мере између традиционалне реалистичке глуме и савремених стилизација и неопходну стилску хармонију целине – у којој би се сви индивидуални глумачки напори уклапали у заједнички тон представе. Полазну тачку у грађењу сваког лика видео је у тражењу аутентичних животних боја и истинитих људских акцената ("без трунке представљачких амбиција") – а као главно средство глумца истиче реч, чист, јасан и природан говор. Посматран у целини, Финци је био критичар знатне културе и свестране обавештености. Марксист, с приступањем делу којем би често пристајао квалификатив "социолошко", он је пролазио кроз све фазе развоја које је сам живот на нашем тлу диктирао. Кад је требало, био је критичар задатка – и то су били његови слабији тренуци. Луцидног духа, са смислом за рационалну, логичну анализу, он је умео да буде и емотиван, показујући смисао за барокно неговану поетску метафору – и тада је давао пунију меру своје критичарске личности. По самопоуздању, отворености и "дужини даха" да истраје на незахвалном месту хроничара дневног листа – нема му премца међу нашим позоришним критичарима после рата.
Преминуо је 1980. у Београду. У његову част једна улица у Земуну и Крагујевцу назване су по њему.